# Anja Pichler
Anja Pichler (* 1999 in Linz) ist eine österreichische Schauspielerin.

## Leben
Pichler wuchs in ihrer Heimatstadt Linz auf und studiert seit 2019 an der HMDK in Stuttgart Schauspiel. 2024 spielte sie in der ORF-Serie Biester, in der sie als Jennifer „Jenny“ Tichy eine Hauptrolle verkörpert.

## Filmografie (Auswahl)
- 2024: Biester (Fernsehserie)
- 2024: SOKO Linz – Durch die Nacht	(Fernsehserie)